# Kościół Wniebowzięcia Najświętszej Maryi Panny w Kocku
Kościół Wniebowzięcia Najświętszej Maryi Panny w Kocku – rzymskokatolicki kościół w Kocku który jest świątynią parafii Wniebowzięcia Najświętszej Maryi Panny w Kocku. Kościół w Kocku jest bliźniaczą świątynią z Kościołem Wniebowzięcia NMP w Woli Osowińskiej.

## Historia

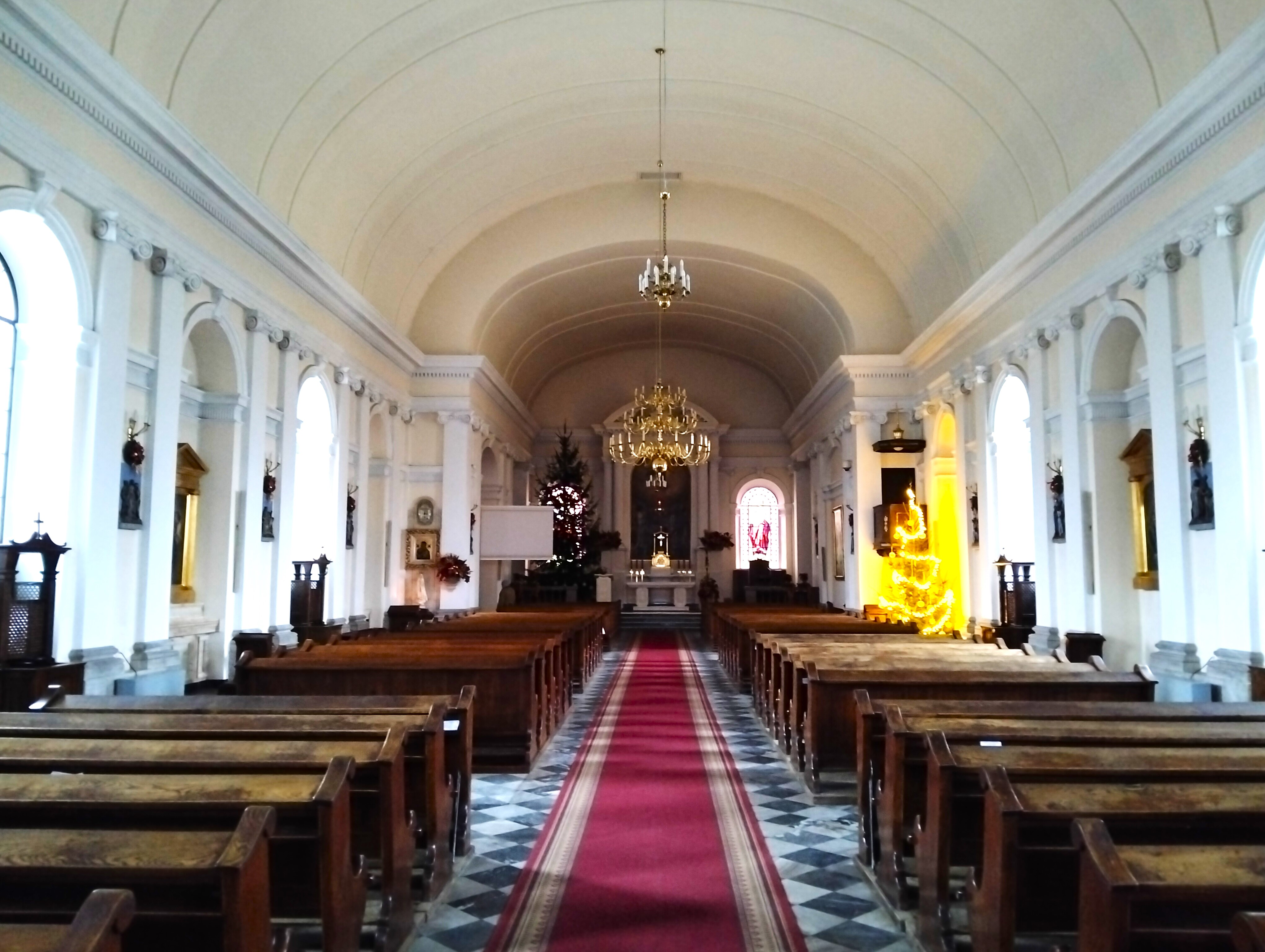
Wnętrze

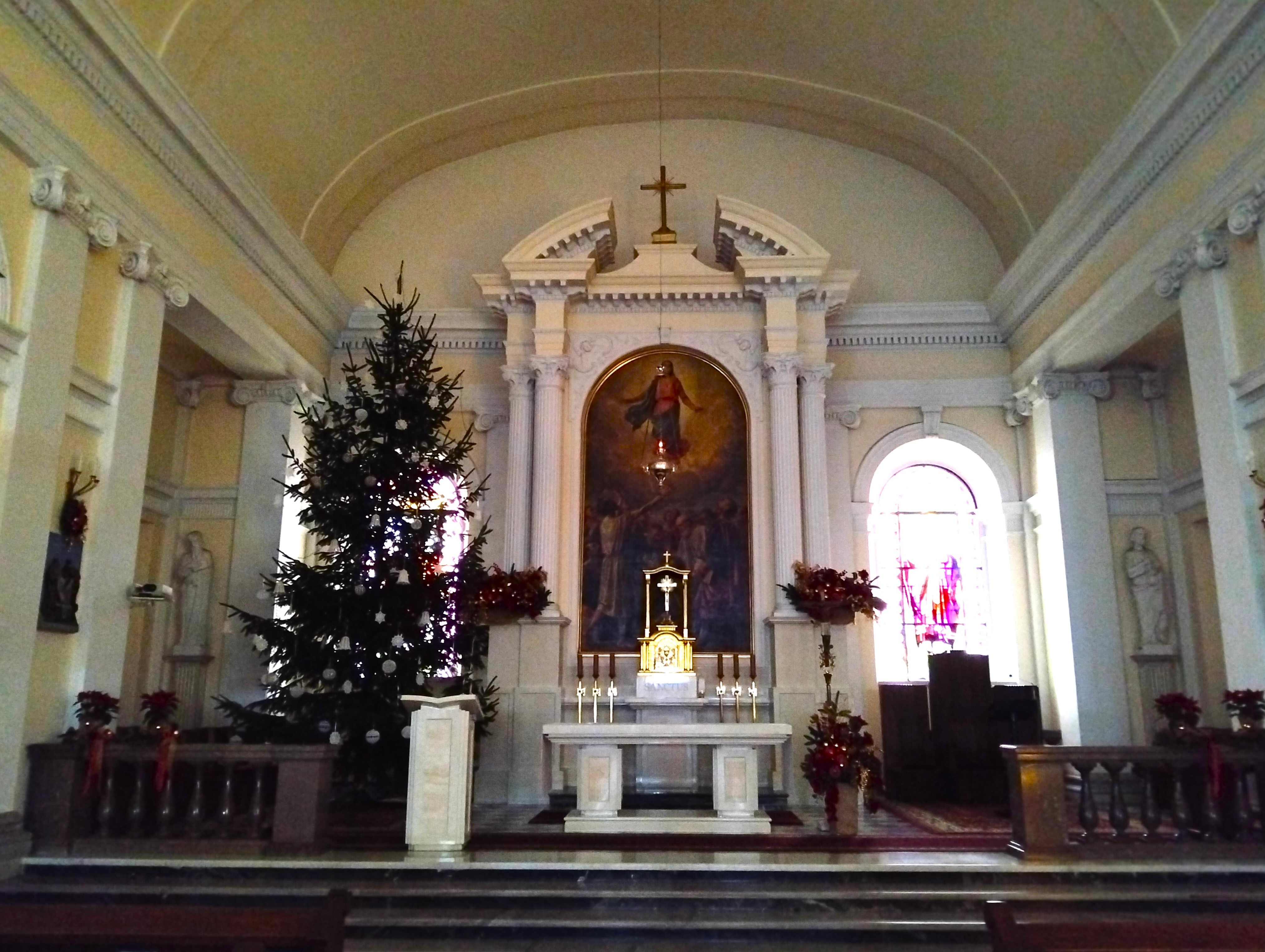
Ołtarz główny

Kościół zwrócony jest klasycystycznym portykiem ku rynkowi. Położenie architektoniczne charakteryzowało się tendencjami występującymi w okresie późnego Renesansu. Budowę kościoła zakończono w 1782 roku. Autorem projektu był Szymon Bogumił Zug. Po II wojnie światowej dokonano dość swobodnej rekonstrukcji. Dzwonnice po obu stronach kościoła zbudowane na planie kwadratu z okrągłymi oknami w elewacji i zwieńczone schodkowymi daszkami są autentyczne. Ponad trójkątnym szczytem kościoła, który znajduje się nad tympanonem ujętym w attyki, Zug przewidywał umieszczenie grupy rzeźbiarskiej z krzyżem. Miała to być rzeźba przedstawiająca św. Pawła i św. Piotra.
Kościołem w Kocku Zug zapoczątkował w polskiej praktyce architektonicznej typ budowli opartej na planie prostokąta i mającej portyk kolumnowy w elewacji.
Wystrój wnętrza kościoła zachowuje ten sam charakter. Sklepienie kolebkowe przecinane pilastrami. Wokół ścian nad oknami biegnie pas imitujący belkowanie. Otwory okienne podobnie jak na zewnątrz zwieńczone są archiwoltami i konsolkami. Pomiędzy oknami znajdują się nisze. W nich umieszczone zostały ołtarze boczne: Świętego Michała Archanioła, Świętej Anny, Matki Boskiej Różańcowej. W ołtarzu głównym znajduje się obraz olejny pędzla prof. Michała Borucińskiego z ASP w Warszawie, przedstawiający Wniebowzięcie Marii Panny w otoczeniu apostołów, taki sam obraz tego autora znajduje się w kościele w Woli Osowińskiej, legenda ustna przekazywana od wielu pokoleń głosi że obraz znajdujący się w Kocku został namalowany do Woli Osowińskiej, tylko zostały one przez przypadek podmienione. W przyległych do ołtarza oknach znajdują się witraże z postaciami św. Wojciecha i św. Stanisława. W kościele panuje wyjątkowy nastrój dzięki ograniczeniu wystroju do architektonicznych dekoracji.

## Ujęcia historyczne

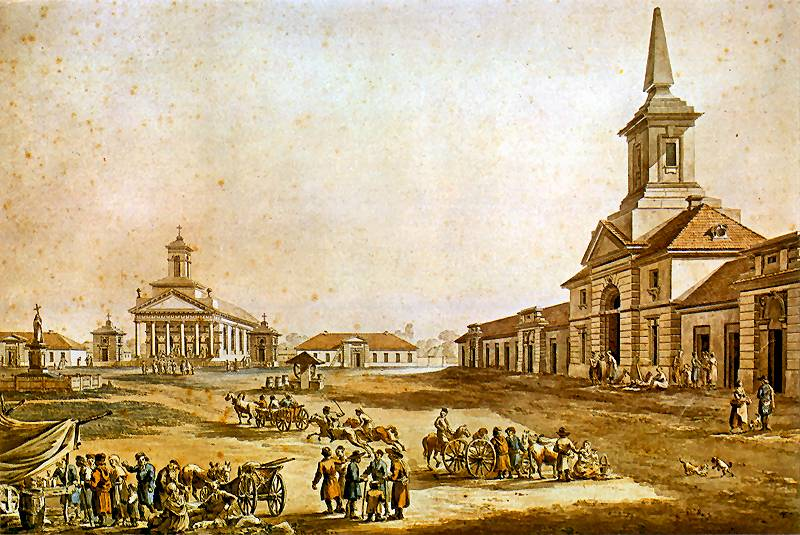
Widok kościoła, 1796
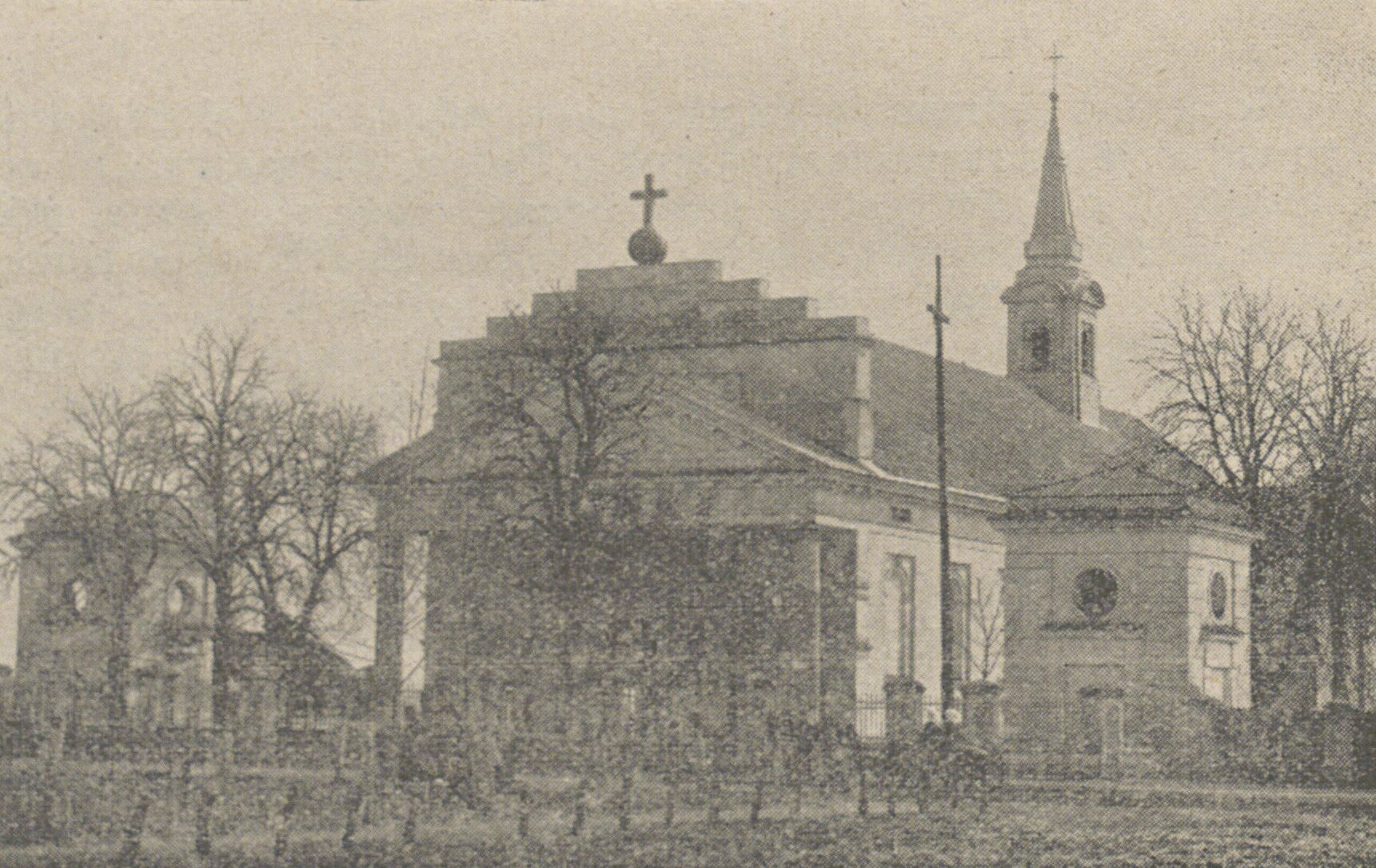
Kościół przed 1928